# Remo Pianezzi
Remo Pianezzi (Bracciano, 27 febbraio 1927 – 8 gennaio 2015) è stato un ciclista su strada svizzero.
Professionista tra il 1949 ed il 1961, vinse un Tour du Lac Léman, un Giro del Mendrisiotto, e un Tour du Nord-Ouest de la Suisse.

## Palmarès
- 1949

Giro del Mendrisiotto
- 1950

Meisterschaft von Zürich
- 1953

Nordwest-Schweizer-Rundfahrt
Stausee Rundfahrt
- 1954

Tour du Lac Léman

## Piazzamenti

### Grandi Giri
- Tour de France

1953: ritirato
1954: 50º
1956: ritirato

### Classiche monumento
- Milano-Sanremo

1955: 75º

### Competizioni mondiali
- Campionati del mondo

Varese 1951 - In linea Dilettanti: 4º
Lugano 1953 - In linea: ritirato
Copenaghen 1956 - In linea: 21º